# Olle Mattson
Olle Mattson, född 27 november 1922 i Uddevalla, död 3 augusti 2012 i Ljungskile, var en svensk författare, manusförfattare och sångtextförfattare.

## Biografi
Mattson studerade litteraturhistoria och nordiska språk 1945–1948. Han debuterade 1955 med romanen Johannesblodet, en skildring från det fattiga Bohuslän kring sekelskiftet år 1900. Denna miljö återkom i de flesta av hans senare verk. Den prisbelönta äventyrsboken Briggen Tre Liljor (1955), filmad 1962, inledde ett rikt författarskap för ungdom. Böckerrna är översatta till 14 olika språk.
Han var gift med Anita Mattson (född Wedin) och de fick fyra barn tillsammans, Annika, Christian, Marija och Ellen.
Hans hustru Anita avled 21 december 2021 vid 90 års ålder.
Ellen Mattson, dotter till Olle, är författare och är översatt till 8 språk samt har stol nummer 9 i Svenska Akademien.

## Filmmanus
- 1957 – Synnöve Solbakken
- 1961 – Briggen Tre Liljor
- 1969 – Kråkguldet
- 1973 – Bröd för dagen
- 1973 – Ett köpmanshus i skärgården (TV-serie)
- 1974 – Rulle på Rullseröd (TV-serie)

## Priser och utmärkelser
- 1955 – Eckersteinska litteraturpriset
- 1956 – Nils Holgersson-plaketten för Briggen Tre Liljor
- 1975 – Expressens Heffaklump för Talejten väntar i väst[3]